# Шашки в Санкт-Петербурге
Шашки в Санкт-Петербурге известны с петровской эпохи, становясь со временем центром развития шашечной игры в России. В Петербурге была создана и ныне действует единственная в мире Академия Шахматного и Шашечного Искусства.
Пётр Великий повелевал играть на ассамблеях в шахматы, шашки.
Все знатныя персоны росписаны по дням, в которые после полудни его величества приезжает и веселится, называлася асамблия: забавляются в карты и шахматы, и в тавлеи, тут и государыня с фамилиею присутствует, машкарадов, камедей и опор не бывало
Как вспоминал по возвращении домой немецкий посол Ф. Х. Вебер, ассамблеи устраивались следующим образом. В одной комнате танцевали; в другой комнате размещались столы с трубками, табаком; третья комната предназначалась для игры в шахматы и шашки.
Первую книгу о шашках на русском языке издал в 1827 году в Санкт-Петербурге Александр Петров.
В конце XIX-начале XX вв. выделялись игроки В. Филиппов, братья А.и В. Шошины, В. Руссо, А. Егоров, А. Савельев, Р. Зюмермейер, А. Пель.
На профессиональные рельсы шашечный спорт вышел в советское время.
- 1925 год. Первый чемпионат Ленинграда. Победил М. Смирнов.
- 1928 год.
  - Ленинградка В. Вольвич успешно дебютировала на I чемпионате РСФСР 1928 года, заняв второе место.
  - В апреле 1928 года было положено начало традиционным встречам команд шашистов Москвы и Ленинграда. Победили тогда представители столицы, в следующем матче в 1930 году ленинградцы взяли реванш.
  - Первые мастера спорта СССР по шашкам Л. Рамм, С. Гордон.
- 1934.
  - мастером спорта СССР по шашкам стал Василий Соков
- 1937
  - Е. Тюнев — мастер спорта СССР по шашкам
- 1938.
  - Василий Соков выиграл чемпионат СССР.
  - Новые мастера спорта СССР по шашкам М. Бурковский, А. Веретэ, Д. Коршунов, М. Циценовецкий
- 1940-е-1950-е.
  - Выдвинулись новые игроки. П. Святой, С. Петров, А. Степанов, Юрий Кустарев, В. Петров, Борис Герцензон, Р. Эстеркина, Л. Гусарова.
- 1960-е

Расцвет школы Рамма.
- - С. Егоров, А. Рац, С. Маньшин, В. Епифанов, В. Меркин, Соломон Гершт.

Среди учеников Льва Рамма: Ю. Альперович, Б. Розенфельд, Эдуард Цукерник, И. Алексеев, В. Голосуев, Виктор Литвинович, Б. Кузнецов, Ираида Спасская, Н. Кононов, Андрей Напреенков. Лидером шашистов нашего города был В. Литвинович (1948—1981), четырежды выигрывавший звание чемпиона СССР (1965, 1967, 1971 и 1979). Чемпионкой СССР в личном зачете трижды становилась И. Спасская (1966, 1968, 1971 гг.). Л. Петрова завоевала это звание в 1977 г. Высоки были результаты мастеров А. Тихеевой, Г. Глазовой, Г. Кузнецовой.
- - Сборные команды Ленинграда трижды завоевывали звание чемпионов СССР (1959, 1965, 1969 гг.)

После распада СССР интенсивность шашечной жизни снизилась, но появилась возможность участия в чемпионатах мира по шашкам-64.
- - Чемпионы мира:

в 64 : ФМЖД — А. Лангина (2003; 2005 — молниеносная игра)
МАРШ (непризнанная официально организация): трижды — В. Лангин (1993, 1994, 1995), в 1995 году ему присвоено звание «Заслуженный мастер спорта»; М. Горюнов (1998 г.);
в 100 : Александр Георгиев.
- - Чемпионы России становились:

В русские шашки В. Лангин (1993, 1997), Т. Маркова (Андросик) (1993, 1994, 1996, 1997), Н. Степанова (1996), Ю. Андреев (1996), А. Лангина (1998), М. Горюнов (2000).
В международные шашки.
Команда Санкт-Петербурга четырежды побеждала на командных чемпионатах России (1993, 1995, 1997, 1998 гг.), женская команда — в 2004 г.